# Descriptor

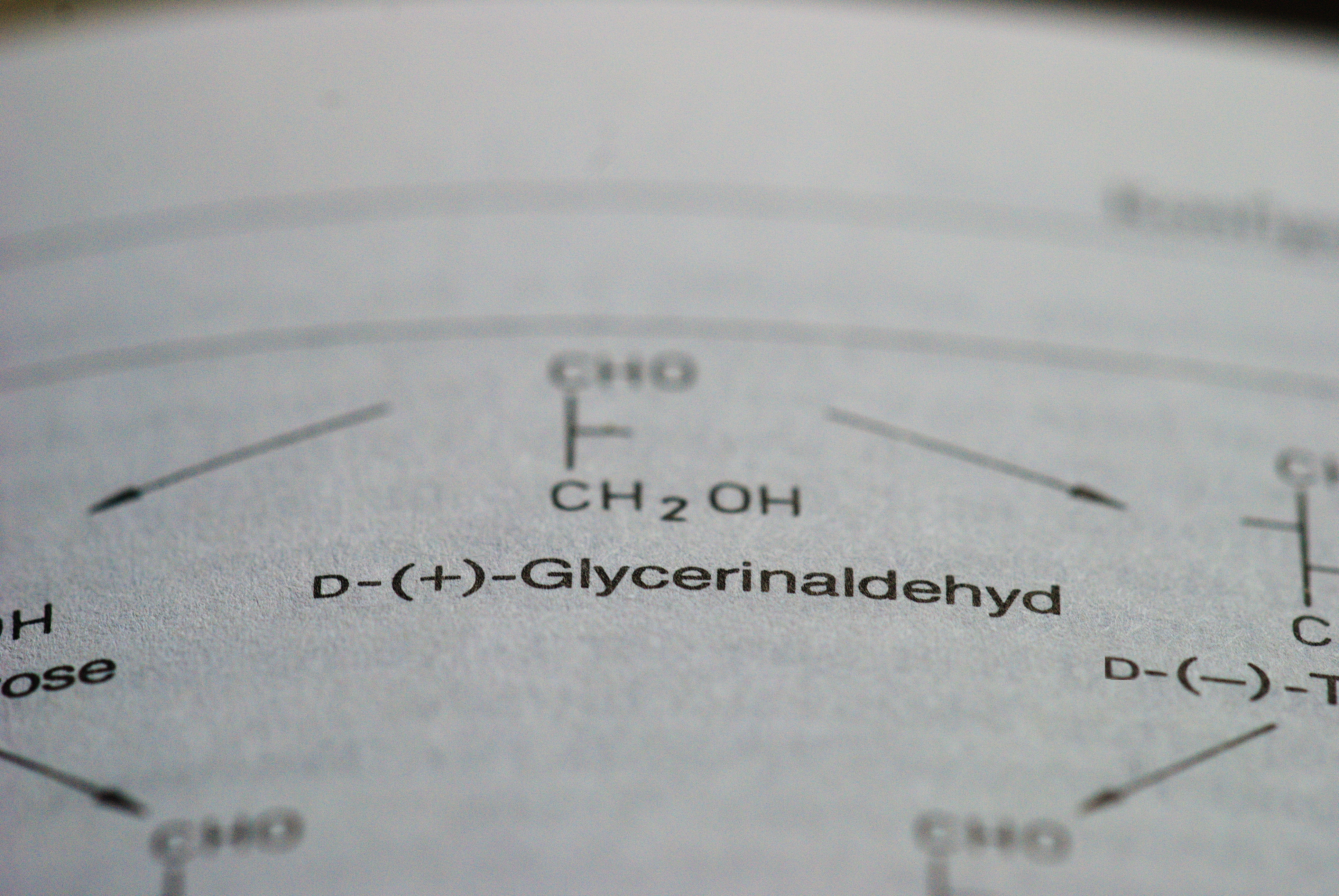
Chemicaliënetiket met aan de naam voorafgaande descriptoren

Onder descriptoren vallen de delen van de chemische nomenclatuur die als voorvoegsels in de naamgeving worden gebruikt en waarmee de configuratie of de stereochemie van een molecuul beschreven wordt.
Sommige descriptoren zijn alleen nog van historisch belang en zullen in hedendaagse publicaties niet meer gebruikt worden omdat ze in de huidige nomenclatuurregels van de IUPAC niet meer ondersteund worden.
Naast en in combinatie met de descriptoren worden ook locanten gebruikt, om chemische structuren eenduidig te beschrijven.
Bij het alfabetiseren van systematische namen worden in de regel descriptoren aan het begin van een naam genegeerd, zij worden hooguit als laatste sorteercriterium gebruikt.

## Descriptoren voor configuratie

### cis-,trans-

#### Organische chemie
| De descriptoren cis- (<Latijn: deze kant) en trans- (<Latijn: overheen, overkant) werden voor het beschrijven van chemische configuraties op verschillende manieren gebruikt. In de organische chemie kan met cis- en trans- de configuratie rond een dubbele binding beschreven worden. Voorwaarde is wel dat het om een eenvoudig substitutiepatroon gaat waarin duidelijk twee groepen zijn aan te wijzen. Ook de plaatsing van twee groepen ten opzichte van elkaar aan een ringsysteem kan met behulp van cis- en trans descriptoren beschreven worden voor zover de structuur star is en inversie niet snel optreedt. |
| cis-trans-isomerie rond de dubbele binding: maleïnezuur (links) en fumaarzuur (rechts) |
| |
| cis- (links) en trans-isomerie (rechts) in een ringsysteem |

#### Anorganische chemie
In de anorganische coördinatieverbindingen worden de descriptoren cis- und trans- gebruikt om de oriëntatie in octaëdrische complexen van het type A2B4X-configuratie of vierzijdige vlakke complexen van het type A2B2X te beschrijven.
Typografisch worden cis- en trans- steeds klein en cursief geschreven.
Bij meervoudig gesubstitueerde dubbele bindingen is de cis-/trans-nomenclatuur niet eenduidig toepasbaar, en daarom inmiddels grotendeels vervangen door de (E)-/(Z)-descriptoren.

### (E)-, (Z)-

Veilchenblätteraldehyd, systematisch (E,Z)-nona-2,6-dienal, een verbinding met zowel een (E)- als een (Z)-dubbele binding

De descriptoren (E)- (afgeleid van het Duitse entgegen, tegenover) en (Z)- (eveneens uit Duits, zusammen = samen) worden gebruikt om eenduidig het substitutiepatroon rond een alkeen, een Cumuleen weer te geven. Ook andere systemen met dubbele bindingen laten zich met deze descriptoren goed beschrijven, zoals Oximen. Het toekennen van een E- of Z-configuratie hangt samen met de plaatsing van de substituenten aan beide kanten van de dubbele binding en de prioriteit daarvan volgens de Cahn-Ingold-Prelog-prioriteitsregels.
De (E)-/(Z)-nomenclatuur is vrij toepasbaar bij alle systemen met dubbele bindingen, maar niet voor gesubstitueerde ringsystemen.
De descriptoren (E)- en (Z)- worden altijd met hoofdletters en cursief geschreven, ze worden door komma's gescheiden en door ronde haken omgeven. De ronde haken en eventuele komma's en locanten worden niet cursief genoteerd.

### o-,m-,p-
met de afkortingen o- (voor ortho, uit het Grieks "orthós" : rechtop, rechtuit), m- (meta, Grieks de betekenis hangt samen met het begrip tussen) en p- (para, ook Grieks, pará met een betekenis van naast, aan de zijkant) beschrijven de drie mogelijke plaats-isomeren van twee substituenten aan een benzeenring. Meestal gaat het om twee onafhankelijke substituenten, al wordt bij gekoppelde ringsystemen ook wel over ortho-Anellering gesproken. Soms worden de locanten opgenomen in de stamnaam van de verbinding zoals in [2.2]Paracyclofaan.
In het huidige nomenclatuursysteem zijn de aanduidingen o-, m- en p- vaak vervangen door locanten, zoals (1,2-dimethylbenzeen in plaats van o-Xyleen).
o-, m- en p- of ook volledig uitgeschreven als ortho-, meta- en para- worden steeds klein en cursief genoteerd.

### exo-,endo-
Met exo- (>Grieks, "buiten") of endo- (>Grieks, "binnen") wordt de relatieve configuratie van polycyclische, vooral bicyclische, verbindingen beschreven.
Of een verbinding als exo- of endo- beschreven wordt hangt af van de oriëntatie van een substituent aan de voornaamste ring ten opzichte van de kortste brug in het systeem: (volgens de IUPAC-regels is dit de brug met de hoogste plaatsbepaler-aanduidingen.) Staat de te beschrijven substituent aan de zijde van deze brug dan wordt de verbinding als exo- beschreven, staat de substituent aan de andere kant dan wordt de configuratie als endo- beschreven.
Als op eenzelfde koolstofatoom twee verschillende substituenten voorkomen, dan wordt de exo-/endo-toewijzing bepaald voor de substituent met de hoogste CIP-regels.

### syn-,anti-
Voor bicyclische verbindingen met een substituent op de kleinste brug is de exo- of endo-deskriptor niet bruikbaar. Voor deze groep isomeren wordt de syn-/anti-notatie gebruikt.
Staat de betreffende substituent aan de zijde van de ring met het grootste aantal ringatomen dan wordt de aanduiding syn gebruikt (<Grieks: samen), In het andere geval wordt de aanduiding anti gebruikt (<Grieks: tegen of tegenover). Hebben beide ringen een even groot aantal atomen, dan wordt de ring met de hoogste CIP-prioriteit als grootste beschouwd.

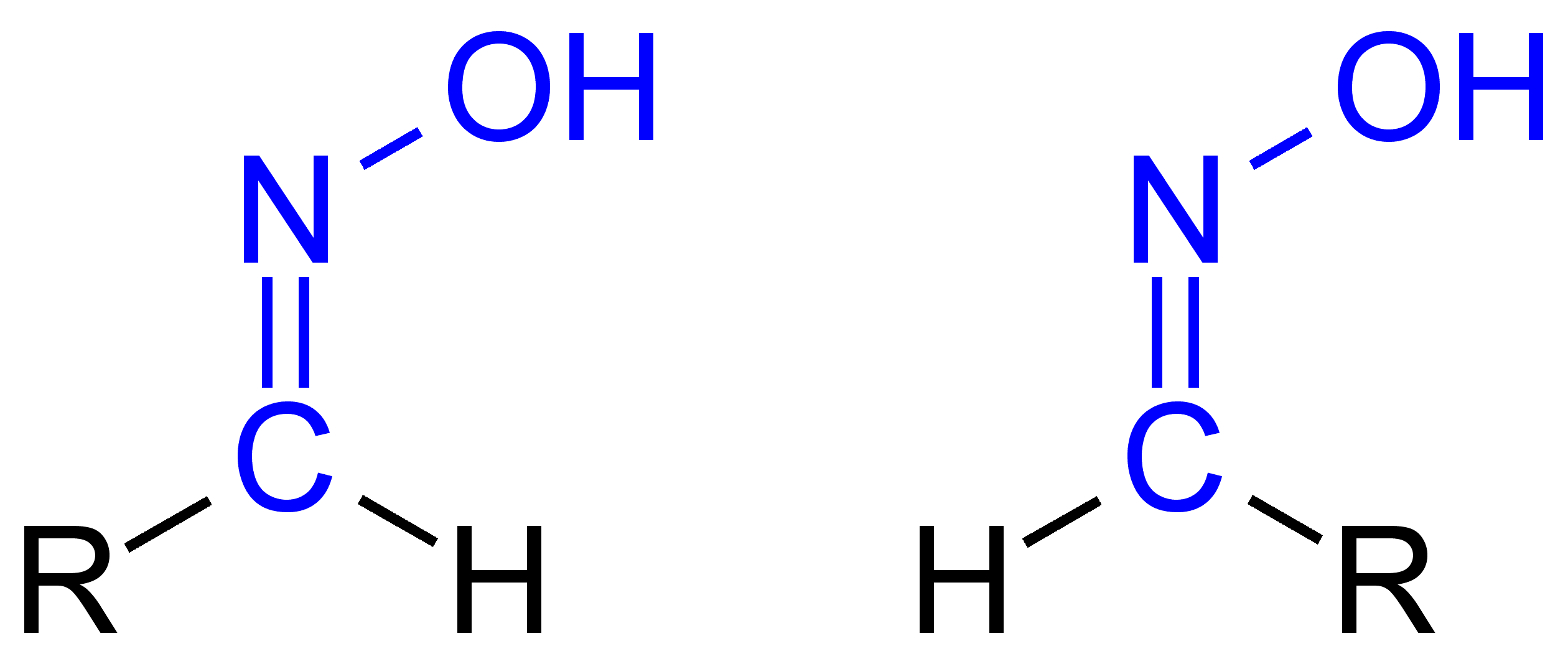
Isomerie der Aldoxime: links ein früher als syn-, heute als (E)-konfiguriert zu beschreibendes Aldoxim, rechts das entsprechende (Z)- (veraltet: anti)-Isomer.

In het verleden is de syn- / anti- naamgeving ook toegepast voor de structuurbeschrijving rond dubbele bindingen, vooral bij aldoximen en van aldehyden afgeleide hydrazonen. De aanduiding syn- werd gebruikt als het aldehyde-waterstofatoom en het zuurstofatoom van het oxime (of het tweede stikstofatoom in een hydrazon) ten opzichte van elkaar een cis-relatie hadden (zie #''cis''-, ''trans''-). Tegenwoordig wordt voor deze groep verbindingen de (E)-, (Z)-nomenclatuur gebruikt. De vroeger als syn- beschreven aldoximen en hydrazonen worden daarom nu als (E)-configuratie beschreven.
syn- en anti- worden altijd klein en cursief geschreven, plaatsbepalers worden, indien nodig, voor syn- of anti- genoteerd. Plaatsbepalers worden door een streepje van de aanduiding gescheiden.

### fac-,mer-
Met de aanduidingen fac- (<Latijn facies = aangezicht) en mer- (<meridonal-) kan bij octaëdrische complexen de oriëntatie van drie gelijke groepen rond het centrale atoom ten opzichte van elkaar beschreven worden. Tegenwoordig geldt deze nomenclatuur als wel is waar verouderd, maar nog wel toegestaan.
Het voorvoegsel fac- wordt gebruikt als de drie gelijke liganden de hoekpunten een van de driehoeken de zijvlakken van een octaëder vormen, de mer-aanduiding geldt voor complexen waarbij de drie gelijke liganden in een vlak liggen, waarin ook het centrale atoom voorkomt.
fac- en mer- worden met kleine letters en cursief geschreven.

### n-,iso-,neo-,cyclo-
De voorvoegsels n- (normaal-), iso- (<Grieks ísos = gelijk), neo- (<Grieks néos = nieuw of jong) en cyclo- (<Grieks kyklos = kring) zijn in eerste instantie gebruikt om de rangschikking van atomen, doorgaans koolstof, in een molecuul te beschrijven. De eerste drie, n-, iso- en neo- worden in de systematische nomenclatuur niet meer toegepast, al is het gebruik ervan in de triviale naamgeving en de laboratoriumpraktijk nog gemeengoed.
Het voorvoegsel n- beschrijft een rechte koolstofketen zonder vertakkingen. iso- verwijst altijd naar een vertakt koolstofskelet, zonder dit nader te specificeren. Algemener geeft het voorvoegsel iso- aan dat het om een isomeer van de n-verbinding gaat, waarbij één of meer atoomgroepen een andere plek in het geheel hebben gekregen. Een voorbeeld van deze laatste situatie is iso-octaan, zoals uit de meest rechtse structuurformule blijkt: 2,2,4-trimethylpentaan.
neo- is als voorvoegsel een algemene aanduiding voor "nieuw", en verwijst daarmee naar ofwel synthetische verbindingen of isomeren van de onvertakte alkanen of natuurlijke verbindingen (bijvoorbeeld neomenthol dat afgeleid is van menthol, of neoabietinezuur dat aan abietinezuur gerelateerd is). De IUPAC-regels reserveren neo- voor Neopentaan (2,2-dimethylpropaan) en daarvan afgeleide verbindingen waarin de neopentylrest voorkomt.
cyclo- is een veelgebruikt voorvoegsel voor alle cyclische verbindingen, waarbij de ring uit zowel alleen koolstofatomen kan bestaan als ook heteroatomen kan bevatten. Doorgaans wordt het voorvoegsel niet als voorvoegsel behandeld, maar alks onderdeel van de naam van de verbinding. Dit laatste heeft gevolgen voor de alfabetisering van namen: Cyclohexaan alfabetiseert onder de "C" evenals Cyclooctatetraeen.
n-, iso-, neo- worden altijd klein en cursief geschreven, voor cyclo- geldt dat alleen in anorganische verbindingen. In organische verbindungen geldt "Cyclo" als deel van de naam, wordt niet door een bindingsstreepje daarvan gescheiden en heeft gevolgen voor de alfabetisering van de naam.

### sec-,tert-
De voorvoegsels sec- en tert- beschrijven de omgeving van een substituent in een molecuul en geen exacte positionering. Met name de rond het koolstof-atoom aanwezige andere koolstof-atomen worden met deze decriptoren aangeduid. In de serie isomere butanolen bevindt de hydroxylgroep zich in n-Butanol (primair) op het primaire koolstofatoom, in sec-Butanol op een secundair en in tert-Butanol op het tertiaire koolstof-atoom.
De aanduidingen sec- en tert- gelden algemeen als verouderd. Alleen voor verder niet gesubstitueerde sec-butoxy- en sec-butyl- en de overeenkomstige tert-Butyl-groepen worden ze in de IUPAC-regels nog geaccepteerd. Het aantal typografische manieren waarop de aanduidingen gebruikt werden (en worden) is groot: "sek.-Butyl-", "s-Butyl-", "sBu-, "Bus-".

### spiro
Het voorvoegsel "spiro" (<Latijn: gedraaid) gevolgd door een Von-Baeyer-Descriptor beschrijft in de organische chemie een verbinding met gekoppelde ringsystemen, waarbij de ringen één atoom gemeenschappelijk hebben. Beschikt het molecuul over meerdere van dergelijke atomen dan wordt het voorvoegsel "spiro" voorafgegaan door het juiste Griekse telwoord. ("dispiro", "trispiro", etc.). Typografisch wordt "spiro" in gewone letters weergegeven, en niet gescheiden door een bindingsstreepje, van de rest van de naam van de verbinding.

### catena-
De aanduiding catena- wordt in de anorganische nomenclatuur gebruikt om lineaire, ketenvormige polymeren bestaande uit meeratomige eenheden te beschrijven. Een voorbeeld wordt gevormd door de catenatrifosfazenen. Vergelijkbare verbindingen in de organische chemie worden gevonden bij de catenanen.

## Stereochemische descriptoren om de absolute configuratie te beschrijven

### (R)-, (S)-
De stereochemische descriptoren (R)- (<Latijn rectus = rechts) en (S)- (<Latijn sinister = links) worden gebruikt voor de eenduidige beschrijving van de absolute structuur rond een chiraal centrum, meestal - maar niet noodzakelijk - een koolstofatoom. Hierbij worden de verschillende substituenten aan het stereocentrum volgens de CIP-regels van een prioriteit voorzien. De substituent met de laagste prioriteit ("D") wordt naar achteren gedraaid. Beschrijven de overblijvende substituenten in dalende volgorde („A“→„B“→„C“) kloksgewijs een cirkel dan wordt het stereocentrum als (R)- beschreven, vindt de draaiing tegen de klok in plaats dan wordt de aanduiding (S) gebruikt.
Als een molecuul over meerdere chirale centra beschikt dan moeten locanten gebruikt worden, bijvoorbeeld in (1R,2S)-2-Amino-1-fenyl-propan-1-ol, de systematische naam voor Norefedrine). Hebben alle chirale centra dezelfde configuratie, dan kan met een "(all-R)-" of "(all-S)-" volstaan worden en blijven de locanten achterwege.
De hier weergegeven regels vormen slechts de hoofdregels, zie het hoofdartikel met betrekking tot de CIP-regels voor verdere bijzonderheden.
Typografisch worden (R)- und (S)- in cursief en in hoofdletters geschreven, eventueel noodzakelijke locanten en insluitende ronde haken worden in normale typografie weergegeven.

### (r)-, (s)-
De descriptoren (r)- en (s)- worden gebruikt om de absolute configuratie van pseudoasymmetrische (pseudochirale) centra te beschrijven. Pseudoasymmetrie treedt op als rond een chiraal centrum vier verschillende substituenten voorkomen, waarbij er twee slechts verschillen in hun absolute stereochemische configuratie. Voorbeelden hiervan treffen we aan bij tropine en de daarvan afgeleide Tropaanalkaloiden. De systematische naam van tropine is: (1R,3r,5S)-8-Methyl-8-azabicyclo[3.2.1]octan-3-ol: Koolstofatoom C-3, met de −OH-groep, is pseudoasymmetrisch.
De stereochemische descriptor wordt in systematische namen klein en cursief geschreven.

### D-,L-
De stereodescriptoren D- (<Latijn: dexter "rechts") en L- (<Latijn laevus "links") worden gebruikt voor de beschrijving van α-aminozuren en suikers. Om deze te kunnen toewijzen moet de ruimtelijke structuur van het molecuul eerste in de tweedimensionale Fischerprojectie getekend worden. Hierbij wordt het koolstofatoom met de hoogste prioriteit volgens de normale nomenclatuurregels bovenaan getekend, de onder koolstofatomen loodrecht daaronder. De toewijzing van D- of L- wordt vervolgens door het chirale koolstofatoom bepaald dat het verst van de groep met de hoogste prioriteit verwijderd is. Ligt de substituent (meestal een OH-groep) op dit koolstofatoom links van de kooltofketen, dan behoort het molecuul tot de L-klasse, ligt de groep aan de rechter zijde dan wordt het molecuul met de descriptor D- beschreven.
De descriptoren D- en L- worden in kleinkapitaal geschreven en door een bindingsstreepje van de rest van de naam gescheiden.

### meso-
Met de descriptor meso- worden verbindingen aangeduid die twee (of een hoger EVEN aantal) stereocentra bezitten en in minstens één configuratie met cs-symmetrie kunnen voorkomen: dat wil zeggen dat het molecuul over een draaispiegelas, een spiegelvlak dan wel puntsymmetrie beschikt. Moleculen die aan deze beschrijving voldoen zijn achiraal en optisch inactief. Een voorbeeld van een dergelijk molecuul is meso-wijnsteenzuur, de systematische naam is (2R,3S)-dihydroxybutaandizuur.
meso- wordt klein en cursief voor de naam van de verbinding geplaatst.

### (P)-, (M)-
De enantiomere axial-chirale verbindingen onderscheiden zich van elkaar doordat het molecuul een schroefdraad vertoond die "normaal" of "rechts kan zijn, maar ook "tegendraads" of "links". De verschillende enantiomeren worden met de descriptoren "Plus" (P)- en „Minus“ (M)- aangeduid. Ook de aanduidingen (R) en (S) worden gebruikt, soms tot Ra of Sa uitgebreid, waarbij de index "a" voor "axial" staat.
Belangrijke voorbeelden in deze groep moleculen worden gevormd door de (schroefvormige) helicenen zoals in het voorbeeld hiernaast is aangegeven.
De descriptoren (P)- en (M)- worden, vergelijkbaar met (R)- en (S)-, cursief en tussen ronde haken voor de naam van de verbinding vermeld.

## Stereochemische descriptoren om onbekende configuraties aan te geven

### (RS)-
Als de absolute configuratie van een chiraal centrum niet bekend is, wordt de aanduiding (RS)- gebruikt, voor een tweede chiraal centrum in hetzelfde molecuul kan vervolgens de aanduiding (SR)- gebruikt worden.

### (R*)-, (S*)-
Is echter van één chiraal centrum de configuratie bekend, en van een of meer andere centra niet bekend welke configuratie zij hebben dan wordt de aanduiding (R*)- of(S*)- toegepast. De configuratie van het wel bekende centrum dent dian als identificatie voor de verbinding

#### Relatieve configuratie van racematen
De aanduidingen (R * ) en (S * ) worden ook voor racematen gebruikt, een op een mengsels van enatiomeren. Zo wordt de aanduiding (1R*, 2R*)-(±)
gebruikt om het 1:1 mengsel van de (1R, 2R)-configuratie met zijn enantiomeer (1S, 2S)-weer te geven. Het voorvoegsel (1S*, 2R*)-(±) is een 1:1 mengsel van de (1S, 2R)-verbinding en zijn enatiomeer, de (1R, 2S)-stof. Hoewel deze manier van configuratie aangeven veel gebruikt wordt, vindt zij geen basis in IUPAC-regels.

### (ξ)-, (Ξ)-, ξ-, Ξ-
De Griekse letter Xi (Ξ als hoofdletter of ξ als kleine letter en vergelijkbaar met de notatie "X" voor de onbekende in de wiskunde) kan gebruikt worden om een chiraal centrum met een onbekende configuratie aan te geven. De typografie wordt aangepast aan die welke geldt voor de vervangen aanduiding:
- ξ-: een kleine letter zonder ronde haken, staat voor "c/t-", "cis/trans-" "endo/exo-" of "anti/syn-".
- (ξ)-: is de vervanging voor(r/s)- .[53]
- Ξ-: staat voor "D-" of "L-".
- (Ξ)- geeft een onbekende "(R)-" of "(S)-" dan wel "(E)-" of "(Z)-" aan.[54]

### rel-
Is van een molecuul de absolute configuratie niet bekend, maar de relatieve configuraties van de verschillende chirale centra in de stof wel vastgesteld, dan wordt het voorvoegsel rel- gebruikt. Zo moet bijvoorbeeld (rel-2R,3S,4R)-hexan-2,3,4-triol verstaan worden als: ófwel de stof is het (2R,3S,4R)-isomeer, ofwel zijn spiegelbeeld, het (2S,3R,4S)-isomeer.
De descriptor rel- wordt klein en cursief geschreven, direct voor de eerste locant van de systematische naam.

## Stereochemische descriptoren voor het beschrijven van mengsels van enantiomeren
In systematische namen moet het ontbreken van de eenduidige stereochemische descriptoren gelezen worden als: racemaat.

### rac-
Wordt de naam van een verbinding voorafgegaan door "rac-" dan is dat een expliciete vermelding van het feit dat een equimolair mengsel besproken wordt dat geen optische activiteit vertoont. De aanduiding "rac-" is synoniem met (±)-.

### ambo-
De aanduiding ambo- (<Latijn ambo = beide) wordt gebruikt in plaats van (RS)- of rac- als de verhouding tussen de enantiomeren niet exact, maar wel ongeveer gelijk is aan 1:1, zonder de verhouding nader aan te geven.
De descriptor ambo- wordt klein en cursief direct voor de naam van het molecuul(deel) geschreven, bijvoorbeeld: L-alanyl-ambo-leucine.

## Stereochemische descriptoren voor het beschrijven van relatieve configuraties

### α-, β-
De descriptoren α- en β- worden gebruikt in de koolhydraatchemie om de configuratie rond het anomere koolstofatoom relatief ten opzichte van het referentie-atoom te beschrijven. Het anomere koolstofatoom, het anomere centrum, is het koolstofatoom dat in de open ketenvorm van een koolhydraat deel uitmaakt van de keton- af aldehyde-functie. Bij de overgang van de open ketenvorm naar de ringvorm van het hemiacetaal, waarbij de pyranosevorm of de furanosevorm ontstaat, wordt dit prochirale atoom een nieuw chiraal centrum. Het anomere centrum in de ring heeft volgens de nomenclutuurregels de hoogste prioriteit, en dus als locant het cijfer "1". Het referentie-atoom is het chirale koolstofatoom met de hoogste locant. Hebben het anomere centrum en het referentieatoom beiden dezelfde configuratie (R/R)- of (S/S)- dan betreft het een β-anomer, de (R/S)-configuratie wordt het α-anomer.
De anomere descriptor α of β, wordt door een bindingsstreepje gescheiden, direct voor de descriptoren D- of L- en de naam van de stof gezet. Bijvoorbeeld: α-D-glucose.

### threo-,erythro-
De stereochemische betekenissen van threo- en erythro- zijn afgeleid van de configuraties van threose und erythrose
 en worden gebruikt om verbindingen met twee chirale centra direct naast elkaar te beschrijven. Een verbinding wordt in zijn Fischerprojectie getekend. Bevinden de substituenten (doorgaans OH-groepen (de andere substituent is waterstof) zich aan dezelfde zijde van de keten, dan betreft het de erythro-verbinding. Liggen de groepen aan verschillende kanten van de keten dan betreft het de threo-verbinding.
In de IUPAC-regels komen threo- en erythro- niet meer voor. In plaats daarvan wordt voor gecompliceerde gevallen in ieder geval de (R)-/(S)- voorgestaan. Eventueel kan de (l)-/(u)-nomenclatuur gebruikt worden.

### (l)-, (u)-
Voor het beschrijven van verbindingen met twee chirale centra kunnen de aanduidingen (l)- (<Engels: like in de betekenis van lijken op) of (u)- (<Engels: unlike) worden gebruikt.
De descriptor (l)- geeft aan dat de beide stereocentra gelijk zijn volgens de CIP-Regels, dus (R,R) of (S,S).
De descriptor (u)- wordt gebruikt voor (R,S) of (S,R)-verbindingen.
(l)- en (u)- worden met kleine letter cursief en tussen ronde haken met een verbindingsstreepje voor de naam van de stof geplaatst.

### ent-,epi-
Het voorvoegsel ent- (kort voor enantio-) voor de naam van een chemische verbinding, doorgaans een natuurproduct, dient om een te geven dat de betreffende stof het spiegelbeeld is, enantiomeer, van de natuurlijke verbinding.
De descriptor epi- wordt gebruikt om aan te geven dat een van de chirale centra in het molecuul een andere oriëntatie heeft dan in de natuurlijke verbinding. In het voorbeeld hiernaast hebben bijna alle koolstofatomen van het skelet in beide verbindingen een gelijke configuratie, de hydroxylgroep op positie 17 staat bij echt testosteron echter omhoog gericht, in 17-epi-testosteron juist omlaag.

### allo-
Het voorvoegsel allo- (<Grieks: allos = een ander) wordt op meerdere plekken in de chemische naamgeving toegepast.
- In de Koolhydraatchemie betekent het dat vier chirale configuraties onderling dezelfde relatie hebben als de zijgroepen in allose: ze liggen in de Fischerprojectie allemaal aan dezelfde zijde van de hoofdketen.
- Bij aminozuren met twee chirale centra werd in het verleden de aminozuur-naam toegewezen aan het eerst ontdekte diastereomeer. De triviale naam van het volgende ontdekte af gesynthetiseerde diastereomeer wordt dan van het voorvoegsel allo- voorzien. Deze methode wordt slechts bij triviale namen toegepast. Bij gedeeltelijk of geheel systematische namen wordt het niet toegepast. Vandaag de dag (2016) wordt de toepassing alleen aanbevolen voor allo-Isoleucine en allo-threonine.[72]

Als voorvoegselwordt allo- altijd klein en cursief direct, gescheiden door een bindingsstreepje, voor de naam van de verbinding geschreven. Er is een aantal verbindingen waarin het voorvoegsel tot de naam is gaan behoren, bijvoorbeeld: Allokaneelzuur en Alloocimen). In deze laatste gevallen wordt "Allo" noch klein, noch cursief geschreven.

## Descriptoren voor de beschrijving van fysische eigenschappen

### (+)-, (−)-, (±)-
Een fysische eigenschap van niet racemische mengsels van chirale verbindingen is hun vermogen het polarisatievlak van licht over een voor iedere verbinding karakteristieke hoek te draaien. De draaiing is afhankelijk van de concentratie van de oplossing, het oplosmiddel en de weglengte van het licht door de oplossing.
Voor het beschrijven van een chirale verbinding kan daarom – naast de systematische naam en de absolute stereochemische configuratie ook de draairichting van gepolariseerd licht worden gebruikt. Hiervoor wordt voor de naam van de verbinding het plus of minteken gebruikt: (+) of (−).
Racemische mengsels van verbindingen met slechts één chiraal centrum kunnen dan met de aanduiding (±)- beschreven worden.
Op basis van de aanduidingen (+)/(−) zijn niet direct uitspraken mogelijk over de absolute configuratie. De descriptoren (+)- en (−)- zijn noch met de aanduidingen (R)- of (S)- te koppelen, noch met D- of L- equivalent. De descriptor (±)- wijst echter eenduidig op een racemaat, een 1 : 1 mengsel van twee enantiomeren, wat wil zeggen dat (±)- equivalent is met (RS)- en DL-.